# Monarca de Kofiau
El monarca de Kofiau (Symposiachrus julianae) és un ocell de la família dels monàrquids (Monarchidae).

## Hàbitat i distribució
Habita els boscos de l'illa de Kofiau, a les Raja Ampat.